# Deltona
Deltona és una població dels Estats Units a l'estat de Florida. Segons el cens de l'1 de juliol de 2006 tenia 85.921 habitants.

## Demografia
Segons el cens del 2000, Deltona tenia 69.543 habitants, 24.896 habitatges, i 19.518 famílies. La densitat de població era de 750,4 habitants per km².
Dels 24.896 habitatges en un 37% hi vivien nens de menys de 18 anys, en un 61,5% hi vivien parelles casades, en un 12,4% dones solteres, i en un 21,6% no eren unitats familiars. En el 16,5% dels habitatges hi vivien persones soles el 7,8% de les quals corresponia a persones de 65 anys o més que vivien soles. El nombre mitjà de persones vivint en cada habitatge era de 2,79 i el nombre mitjà de persones que vivien en cada família era de 3,1.
Per edats la població es repartia de la següent manera: un 27% tenia menys de 18 anys, un 7,5% entre 18 i 24, un 29,1% entre 25 i 44, un 21,4% de 45 a 60 i un 15% 65 anys o més.
L'edat mediana era de 37 anys. Per cada 100 dones de 18 o més anys hi havia 91 homes.
La renda mediana per habitatge era de 39.736 $ i la renda mediana per família de 42.122 $. Els homes tenien una renda mediana de 31.087 $ mentre que les dones 23.482 $. La renda per capita de la població era de 16.648 $. Entorn del 6,2% de les famílies i el 8,1% de la població estaven per davall del llindar de pobresa.

## Poblacions més properes
El següent diagrama mostra les poblacions més properes.